# Enicoptera flava
Enicoptera flava är en tvåvingeart som beskrevs av Macquart 1848. Enicoptera flava ingår i släktet Enicoptera och familjen borrflugor. Inga underarter finns listade i Catalogue of Life.